# Rui Drumond
Rui Alberto Martins Golias Drumond de Sousa, conosciuto semplicemente come Rui Drumond (Torres Vedras, 18 dicembre 1980), è un cantante portoghese.

## Biografia
Rui Drumond è salito alla ribalta nel 2003 con la sua partecipazione alla prima edizione del talent show Operação Triunfo, dove è arrivato sesto. Ha rappresentato il suo paese all'Eurovision Song Contest 2005 come parte del duo 2B insieme a Luciana Abreu, non qualificandosi per la finale.
Nel 2014 ha vinto la seconda edizione di The Voice Portugal, che gli ha garantito un contratto discografico con la Universal Music Portugal. Il suo album di debutto come solista, Parte de mim, è uscito alla fine dello stesso anno, e ha debuttato alla 9ª posizione della classifica portoghese.

## Discografia

### Album in studio
- 2006 – Nostalgia (con Fábia Rebordão e Lara Afonso)
- 2014 – Parte de mim

### Singoli
- 2013 – Medo
- 2015 – Changing Expectations
- 2016 – Guardo-te aqui
- 2018 – O teu melhor
- 2019 – Weight in Gold